# オレイアス

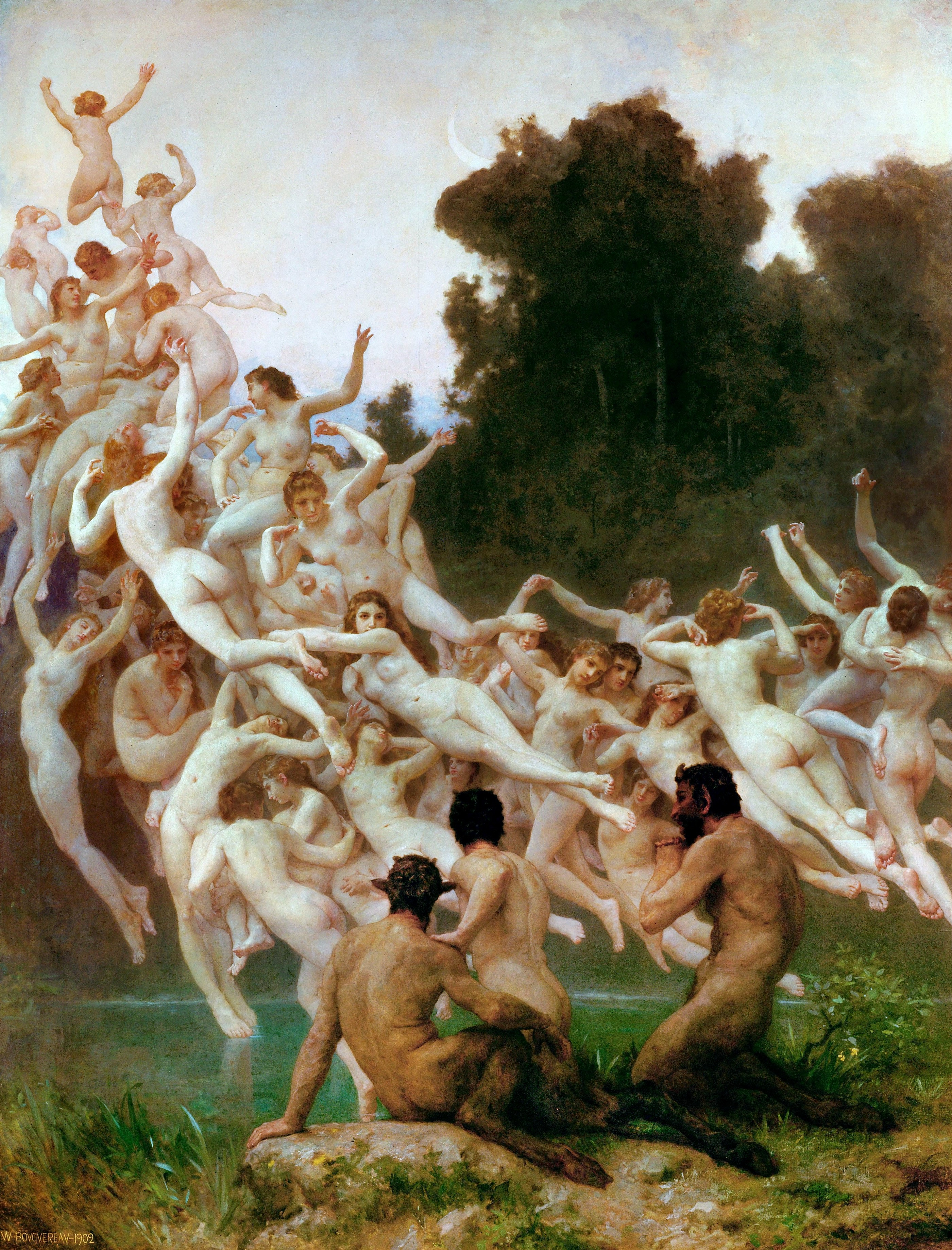
『オレイアデス』（ウィリアム・アドルフ・ブグロー作、1902年）オルセー美術館所蔵

オレイアス（古希: Ὀρειάς, Oreias）は、ギリシア神話に登場する山と岩屋のニュンペー（ニンフ）。複数形はオレイアデス（古希: Ὀρεάδες, Oreades）。英語ではオレアード（Oread）。
狩猟の女神であるアルテミスと共に山野を駆け回った。また、エーコーもオレイアスの一柱である。